# Dilyta
Dilyta (лат.) — род мелких перепончатокрылых наездников подсемейства Charipinae из семейства Figitidae. Гиперпаразитоиды. Более 10 видов. 

## Распространение
Афротропика, Юго-Восточная Азия и Голарктика.

## Описание
Отличаются от близких родов следующими признаками: вершина скутеллюма с ∩-образной выступающей пластинкой или с одним килем на каждой стороне, оба симметричные и параллельно выше аксиллярной полосы; расстояние между ними равно расстоянию между проподеальными килями. Мелкие перепончатокрылые, длиной несколько миллиметров (обычно 1—2 мм). Усики нитевидные, у самок 13-члениковые, а у самцов состоят из 14 сегментов. Космополит, кроме Неотропиков и Австралии. Гиперпаразитоиды псиллид (Psyllidae). Эндопаразитоиды наездников-энциртид (Encyrtidae), которые в свою очередь эндопаразитоиды псиллид, таких видов как Cacopsylla alba, Cacopsylla pyricola, Psylla pyri, Psyllopsis fraxini.

## Классификация
Известно более 10 современных валидных видов.
- Dilyta aleevae Pujade-Villar & Paretas-Martinez, 2011 (Казахстан)[7]
- Dilyta africana (Benoit, 1956) (Демократическая Республика Конго)
- Dilyta australafricana Paretas-Martínez & Pujade-Villar, 2009 (ЮАР)[8]
- Dilyta camerounensis Lebel & Modeste, 2007 (Камерун)
- Dilyta ghanana Paretas-Martínez, Pujade-Villar & Melika, 2009 (Гана)[8]
- Dilyta japonica Paretas-Martinez & Ferrer-Suay (Япония)
- Dilyta kenyana Paretas-Martínez & Pujade-Villar, 2009 (Кения)[8]
- Dilyta longinqua  Paretas-Martinez & Pujade-Villar, 2011 (Китай)[7]
- Dilyta paretasmartinezi (Pujade-Villar & Ferrer-Suay, 2012) (Мадагаскар)[9]
- Dilyta rathmanae  Menke & Evenhuis (США)
- Dilyta sinica Ferrer-Suay & Paretas-Martinez, 2011 (Китай)[7]
- Dilyta somaliana Paretas-Martínez, Pujade-Villar & Evenhuis, 2009 (Ботсвана, Сомали, ЮАР)[8]
- Dilyta subclavata Förster, 1869 (Мадагаскар)